# Toronto, Ohio
Toronto är en stad (city) i Jefferson County i Ohio, vid Ohiofloden. Vid 2010 års folkräkning hade Toronto 5 091 invånare.

## Kända personer från Toronto
- Robert Urich, skådespelare